# Fertőző betegségek listája
Fertőző betegségnek azokat a betegségeket nevezik, amelyeket egy meghatározott fertőző ágens, kórokozó mikroorganizmusok okoznak, vagy azok toxikus anyaga (köpet, széklet, nyál) következtében keletkeznek és amelyek képesek közvetlenül vagy közvetve állatról emberre, emberről emberre, állatról állatra terjedve fertőzni. 

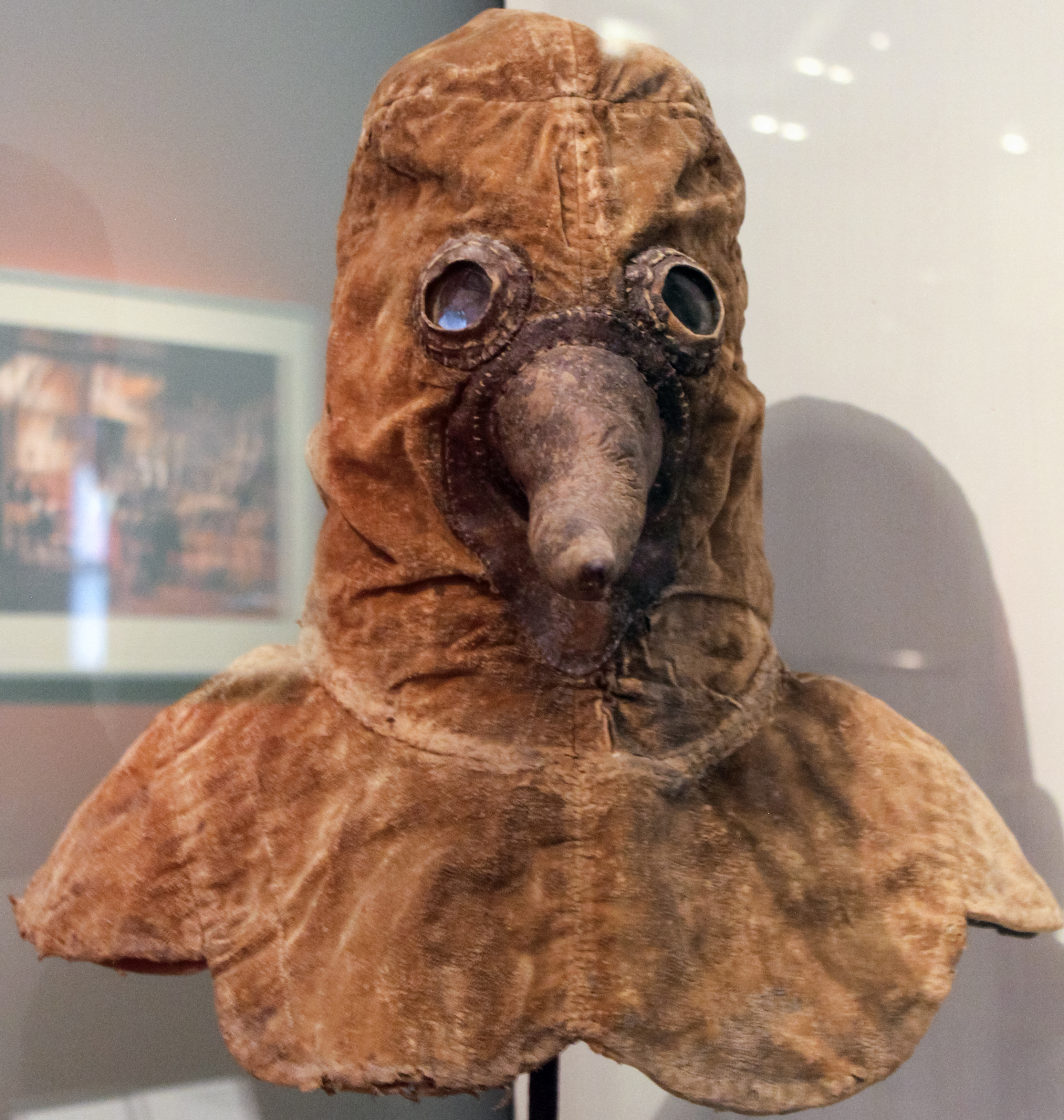
17. századi pestisdoktor maszkja
A fekete halál elnevezés európai eredetű, latin formája (atra mors) először egy 12. századi francia orvos, Gilles de Corbeil feljegyzéseiben tűnt fel. Simon Couvin belga csillagász szintén használta ezt az elnevezést (mors nigra) egyik versében. A 14–15. századi fekete himlő ragályt csak évszázadok múlva kezdték fekete halálnak nevezni, a kortársak nem használták a kifejezést. Közkeletű vélekedés, hogy az elnevezés a fertőzés által okozott bőrelszíneződésből ered, de ennél valószínűbb, félrefordításról van szó, ugyanis a latin atra nemcsak feketét, hanem félelmetest is jelent

## Fertőző betegségek
- Agyhártyagyulladás
- AIDS
- Afrikai álomkór
- Amőbás dizentéria
- Bárányhimlő
- Botulizmus
- Bozóttífusz
- Calicivírus okozta fertőzések
- Chlamydia trachomatis fertőzés
- Csonttöréses láz
- Dengue-láz
- Ebola
- Egérláz
- Ehrlichiosis
- Mediterrán láz (máltai láz, febris undulans)
- Fekete himlő
- Hantavírus (Bunyaviridae) okozta fertőzés
- Hastífusz
- Humán papillomavírus (HPV-) fertőzés
- Influenza
- Járványos gyermekbénulás
- Járványos májgyulladás
- Kandidiázis
- Kanyaró
- Kolera
- Koronavírusok okozta betegségek, pl. COVID–19
- Krími-kongói láz
- Kullancsencephalitis
- Legionáriusbetegség
- Lépfene (Anthrax)
- Lepra (Hansen-betegség)
- Leptoszpirózis
- Lyme-kór
- Lymphogranuloma inguinale (Lymphogranuloma venereum)
- Macskakarmolási betegség
- Malária (mocsárláz, váltóláz)
- Marburg marburg-vírus által okozott betegség
- Mukormikózis
- Mumpsz (járványos fültőmirigy-gyulladás)
- Norovírus (Caliciviridae)
- Nyugat-nílusi láz (a nyugat-nílusi vírus okozza)
- Papagájkór
- Patkányharapás-láz
- Pestis
- Q-láz
- Rift Valley-láz
- Rózsahimlő
- Sárgaláz
- SARS
- Skarlát (vörheny)
- Szalmonellózis
- Szamárköhögés
- Tetanusz
- Tífusz
- Torokgyík
- Toxoplasmosis
- Trachoma
- Trichomoniázis (trichomonas)
- Trichinellózis
- Tularémia
- Veszettség
- Vérhas
- Visszatérő láz